# Opium (perfume)
Opium es una fragancia de estilo oriental creada por la casa de moda Yves Saint Laurent (YSL) en colaboración con los perfumistas Jean Amic y Jean-Louis Sieuzac de Roure, y siendo lanzado por vez primera en 1977. En sus notas altas predominan las mezclas de frutas y especias, con naranja mandarina, ciruela, cilantro y pimiento negro, así como también hojas de laurel. Dentro de sus notas medias o de corazón, predominan el jazmín, la rosa y el Lilia del Valle, en contraste con el clavel, la canela y el durazno, así como pequeñas notas de cardamono. En sus notas bajas destacan las maderas dulces, así como el sándalo, madera de cedro, mirra, opopónaco, ládano, benjuí y castóreo, en adición al ámbar, incienso, musgo, pachuli, bálsamo de tolú y vetiveria.
A partir de esta marca surgieron Opium pour Homme (calificado como uno de los mejores, sino es que el mejor de los perfumes), rellenando la contraparte de Opium pour Femme. Desde su lanzamiento, el nombre de la fragancia provocó problemas entre el público así como con muchos perfumistas a pesar de que el propio Yves Saint Laurent afirmó que el nombre denotaba un «aire oriental». La creación de este perfume viene concedido por el deseo de dar origen a una fragancia para una emperatriz china, en 1972.

## Nombre y creación
Opium nace de la inspiración de querer dar origen a una fragancia que sirviera a la emperatriz de China. La idea estuvo complementada por las ideas del propio Laurent, de crear una botella que tuviese la forma de una botella con una correa denominada inro (印籠, いんろう?), que antiguamente usaban los hombres japoneses, acompañado de un diseño con hierbas medicinales y pequeños rastros de opio, en conjunto con una pequeña tela kimono que lo cubriese. Este diseño fue desarrollado de la mano y colaboración del propio Pierre Dinand.
Opium causó una disputa por su controversial nombre y atrajo acusaciones de que el diseñador Yves Saint Laurent estaba remitiendo al uso de drogas. En los Estados Unidos, un grupo urbano demandó el cambio del nombre y una apología pública de parte de Saint Laurent por "su insensibilidad a la historia china y a todo lo relacionado con los migrantes chinos hacia América." Formaron un grupo denominado "American Coalition Against Opium and Drug Abuse" (Coalición Americana contra Opium y el Abuso de Drogas), el cual expresó su indignación por la elección de un nombre cuya "amenaza destruyó tantas vidas en China." Sin embargo, este tipo de controversias sólo ayudaron a que el perfume fuera muy bien publicitado, llegando a colocarse muy pronto dentro de los perfumes más vendidos. Pasa su lanzamiento en 1977, YSL rentó un velero denominado Peking desde el South Street Seaport Museum en el Puerto Oriental de Nueva York, mientras el escritor Truman Capote timoneaba el barco durante la presentación. El barco estuvo cubierto con banderas doradas, rojas y púrpuras, mientras el tema principal mostraba una estatua de bronce de mil libras de Buda, decorado con orquídeas blancas.

## Opiumen la cultura popular
- Se le menciona en el libro Delirio de Laura Restrepo, como el perfume que utiliza Agustina Londoño.
- También aparece en el libro El cuento de la Criada de Margaret Atwood, como el perfume que utilizaba la protagonista (Capítulo 9)
- Es el perfume de Imperia Raventós, la protagonista de Garras de Astracán (1991), de Terenci Moix.
- El perfume también aparece como obsequio a una mujer de parte de un trabajor en la Película Chernobyl 2021